# Процентный риск
Процентный риск, или риск процентной ставки (англ. Interest rate risk), — риск (возможность) возникновения финансовых потерь (убытков) из-за неблагоприятных изменений процентных ставок. Процентный риск может быть обусловлен несовпадением сроков востребования (погашения) требований и обязательств, а также неодинаковой степенью изменения процентных ставок по требованиям и обязательствам.
При этом рыночная стоимость финансовых инструментов с фиксированной доходностью (например, облигации с постоянным купоном) снижается при увеличении рыночных ставок доходности и повышается при их снижении. И такая зависимость тем сильнее, чем больше срок облигации (точнее её дюрация). Финансовые инструменты с плавающей ставкой, которая привязана к некоторым рыночным ставкам, прямо зависят от этих рыночных ставок — с ростом ставок растёт и доходность самого инструмента и наоборот, что непосредственно отражается на доходах и расходах компании в зависимости от позиции по данному инструменту. По некоторым инструментам может быть также неопределённая в будущем ставка, когда эмитент может в заранее определённые сроки пересмотреть процентные ставки, что порождает ещё бо́льшие процентные риски.
Процентный риск имеет место и по инструментам, не имеющим рыночных котировок (например по обычным кредитам и депозитам банка), несмотря на то, что формально в отчётности потери при этом не отражаются. При выдаче долгосрочного кредита по фиксированной ставке риск заключается в том, что при увеличении ставок кредитования на рынке, возникает упущенная выгода, так как требования по ранее выданному кредиту на длительный срок оказываются с доходностью меньше рыночной (если бы заёмщик вернул кредит, то можно было бы вновь эту сумму выдать под бо́льшую ставку при том же уровне кредитного риска).
При анализе процентного риска необходимо учитывать не только возможный общий сдвиг процентных ставок, но изменение формы кривой доходности. Например, при общем кризисе ликвидности могут резко возрасти именно краткосрочные ставки при небольшом росте долгосрочных.

## Методы оценки процентного риска

### GAP-анализ
GAP-анализ является одним из распространённых способов измерения процентного риска. Гэп (разрыв) — это разность между суммой длинных и суммой коротких позиций по финансовым инструментам, чувствительным к изменению процентных ставок, определённых для каждого временно́го интервала. Гэп может быть рассчитан также и в относительном выражении: как отношение суммы активов, рассчитанной в каждом временном интервале нарастающим итогом, к сумме обязательств, также рассчитанной в каждом временном интервале нарастающим итогом.
Величина гэпа (может быть как положительной, так и отрицательной) позволяет провести анализ возможного изменения чистого процентного дохода кредитной организации в результате колебаний процентных ставок. Это влияние рассчитывается как произведение абсолютной величины гэпа на предполагаемое изменение процентных ставок. Чем больше величина гэпа, тем в большей степени кредитная организация подвержена риску потерь от изменения процентных ставок. При положительном гэпе (активы, чувствительные к изменению процентных ставок (длинная позиция), превышают обязательства, чувствительные к изменению процентных ставок (короткая позиция)) чистый процентный доход будет увеличиваться при повышении процентных ставок и уменьшаться при снижении процентных ставок. При отрицательном гэпе (активы, чувствительные к изменению процентных ставок, меньше обязательств, чувствительных к изменению процентных ставок) чистый процентный доход будет увеличиваться при падении процентных ставок и уменьшаться — при росте процентных ставок.
В рамках гэп-анализа рассчитывается также величина совокупного (за определённый период) гэпа. Совокупный гэп, как правило, рассчитывается в пределах одного года.
В мировой практике считается, что уровень процентного риска не угрожает финансовой устойчивости кредитной организации, если относительная величина совокупного гэпа (коэффициент разрыва) по состоянию на конец года колеблется в пределах 0,9 — 1,1.

### Метод дюрации
Метод дюрации применяется к инструментам с фиксированной доходностью. Для простоты расчётов вместо дюрации часто используют модифицированную дюрацию. Произведение модифицированной дюрации инструмента на возможное изменение процентной ставки даёт оценку процентного риска в виде возможного снижения (повышения) стоимости инструмента. В случае обычной дюрации необходимо умножать на изменение логарифмической ставки.
Используется также упрощённый метод дюрации, в котором используются фиксированные коэффициенты чувствительности для каждого временного интервала, к которому относится финансовый инструмент. Эти коэффициенты чувствительности фактически представляют некоторую оценку дюрации для того или иного временного интервала, полученную при определённых допущениях. Коэффициенты чувствительности оценены Базельским комитетом.